# Suzume
Suzume (japanska: すずめの戸締まり, Suzume no tojimari; 'Suzumes inlåsning') är en japansk animerad långfilm från 2022, skriven och regisserad av Makoto Shinkai. Filmen är producerad på Comix Wave Films och distribuerad av Tōhō. Den hade japansk biopremiär den 11 november 2022 och blev 2022 års näst största biosuccé.

## Handling
Filmen följer den 17-åriga gymnasieeleven Suzume Iwato och studenten Sōta Munakata, från den sydvästliga ön Kyushu. De slår sig samman för att förhindra en serie katastrofer på olika platser i Japan, och ett återkommande resande inleds. Magiska dörrar spelar viss roll för handlingen.

## Produktion
Suzume har röstbidrag från Nanoka Hara och Hokuto Matsumura, figurdesign från Masayoshi Tanaka, animationsledning av Kenichi Tsuchiya, konstnärlig ledning av Takumi Tanji samt musik av Radwimps och Kazuma Jinnouchi. Suzume är Shinkais tredje samarbete med Radwimps och Tanaka, efter Your Name (2016) och Weathering with You (2019). Den sägs också vara den sista i en kvartett Shinkai-filmer som har länkar till varandra. Filmens handling har inspirerats av Tōhoku-jordbävningen 2011, men det mesta av handlingen ska utspelas cirka ett årtionde senare.

Världskarta med biopremiärer till och med april 2023 (mörkblått) och planerade premiärer (ljusblått).

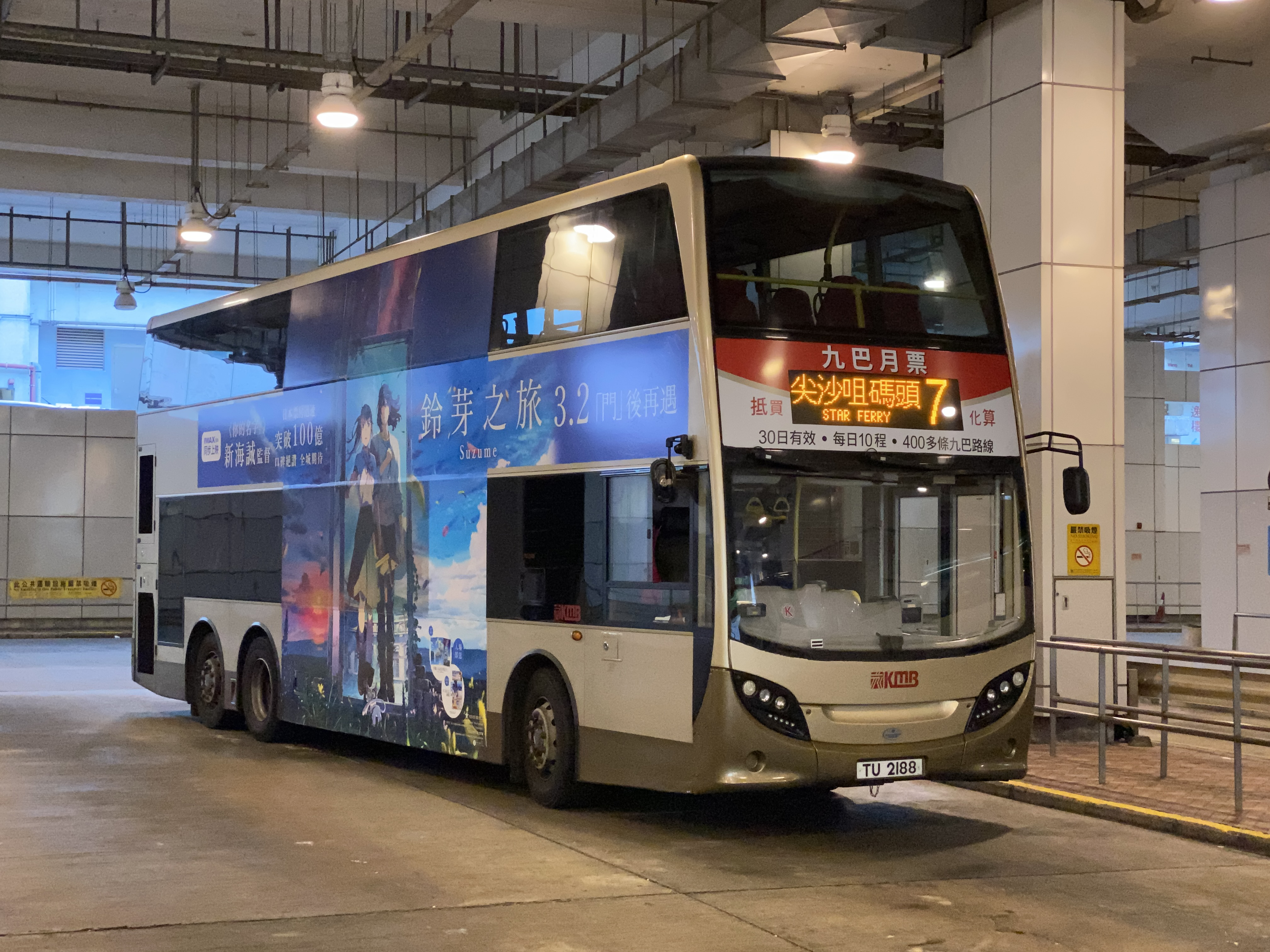
Buss i Kowloon med reklam för Suzume.

Filmproduktionen inleddes tidigt 2020 och färdigställdes i oktober 2022. En romanbearbetning, även den författad av Shinkai, och en manga-version illustrerad av Denki Amashima släpptes inför filmens premiärdatum.

## Distribution
Filmen hade premiär på Imax-biografer i Japan den 7 november 2022 och premiärvisades över hela landet fyra dagar senare. Under 2023 har den distribuerats internationellt via Crunchyroll, Sony Pictures och Wild Bunch. Den har fått positiva recensioner och hyllats för animeringen, rollfigurerna, den emotionella tyngden och musiken, även om vissa kritiker tyckt att filmen varit väl lik Shinkais tidigare filmer.
Filmen har fram till början av april 2023 inkasserat motsvarande 256 miljoner amerikanska dollar nationellt och internationellt och den har blivit Japans näst mest framgångsrika biolansering under 2022 samt Japans fjärde mest framgångsrika biofilm genom tiderna. Filmen har både i Sydkorea (4,5 miljoner biobiljetter) och Kina (knappt 22 miljoner biljetter) blivit den mest framgångsrika japanska filmen någonsin.